# 旺诺娜丝京
旺诺娜丝京，马来西亚政治人物，为巫统党员，曾经为霹雳州议会甘榜牙也议员。

## 政治生涯
2008年代表国阵参加霹雳州议会选举并赢得有关议席，2013年没有竞选而2018年重新竞选，并在之后当选。选举过后退党转向支持由阿末法依沙领导的希望联盟政府。2020年喜来登政变之后，她有份参与组织新的国盟霹雳州政府，并受委任为行政议员。2020年12月23日，霹雳州政府公布行政议员职责，旺诺娜丝京负责事务为妇女发展、家庭、社会福利及非政府组织。